# Mozsgó
Mozsgó is een plaats (község) en gemeente in het Hongaarse comitaat Baranya. Mozsgó telt 1132 inwoners (2001).